# Salo Timur
Salo Timur is een bestuurslaag in het regentschap Kampar van de provincie Riau, Indonesië. Salo Timur telt 3709 inwoners (volkstelling 2010).